# Tugo Štiglic
Tugo Štiglic, slovenski filmski režiser, * 8. november 1946, Ljubljana, † 11. oktober 2022, Ljubljana. 
Delal je na televiziji kot režiser celovečernih filmov, reportaž, portretov, dram, dokumentarnih oddaj in tudi radijskih iger. Njegov oče je bil režiser France Štiglic. Igral je Marka v filmu Dolina miru. Njegova hči je plesalka in igralka Kaja Štiglic. Leta 2018 je prejel Badjurovo nagrado za življenjsko delo.

## Filmografija
- Poletje v školjki (1986)
- Poletje v školjki 2 (1988)
- Nasmeh pod pajčolanom (1993)
- Tantadruj (1995)
- Patriot (1999)
- Dvojne počitnice (2001)
- Pozabljeni zaklad (2002)
- Črni bratje (2010)